# یلوه سرخ‌وسفید
یلوه سرخ‌وسفید (نام علمی: Laterallus leucopyrrhus) نام یک گونه از سرده یلوه‌های کوچک است.